# Národní řád za zásluhy (Togo)
Národní řád za zásluhy (francouzsky Ordre national du Mérite) je druhé nejvyšší státní vyznamenání Tožské republiky. Založen byl roku 1973 a udílen je za občanské i vojenské zásluhy.

## Historie a pravidla udílení
Řád založil prezident Gnassingbé Eyadéma zákonem č. 73-85 dne 26. března 1973. Udílen je za zásluhy při výkonu veřejné funkce, civilní či vojenské zásluhy i za zásluhy v zaměstnání v soukromém sektoru. V hierarchii tožských řádů následuje po Řádu Mono. Velmistrem řádu je úřadující prezident Toga.

## Třídy
Řád je udílen v pěti třídách:

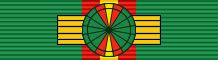
velkokříž
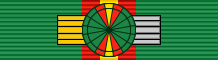
velkodůstojník
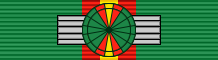
komtur
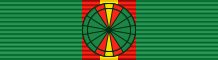
důstojník
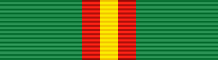
rytíř

- velkokříž
- velkodůstojník
- komtur
- důstojník
- rytíř

## Insignie
Řádový odznak má tvar zeleně smaltované pěticípé hvězdy s cípy zakončenými dvěma hroty. Mezi těmito cípy je umístěna menší žlutě smaltovaná pěticípá hvězda s jednoduchými cípy. Uprostřed je kulatý medailon s motivem státního znaku Toga na pozlaceném pozadí. Medailon je lemován červeně smaltovaným kruhem se zlatým nápisem NATIONAL DU MÉRITE. Na zadní straně je v medailonu nápis na třech řádcích s mottem řádu TRAVAIL • LIBERE • PATRIE.
Stuha z hedvábného moaré je zelená se třemi úzkými pruhy v barvě červené, žluté a červené, uprostřed.